# Ars-sur-Moselle
Ars-sur-Moselle (deutsch Ars an der Mosel) ist eine französische Stadt mit 4645 Einwohnern (Stand 1. Januar 2022) im Département Moselle in der Region Grand Est (bis 2015 Lothringen). Sie gehört zum Arrondissement Metz und zum Kanton Les Coteaux de Moselle.

## Geographie
Die Gemeinde liegt in Lothringen am linken Ufer der Mosel, etwa zehn Kilometer südwestlich von Metz auf einer Höhe zwischen 165 und 344 m über dem Meer. Die Westhälfte des 11,69 km² umfassenden Gemeindegebietes ist Teil des Regionalen Naturparks Lothringen.

## Geschichte
Der Ort wurde erstmals 881 als Villa Arx erwähnt, was sich von Arcus (lat. Bogen) ableitet und sich auf die Überreste eines römischen Aquäduktes bezieht. Sichere urkundliche Erwähnungen sind: Eine Schenkung Kaiser Arnulfs von 8 Mansen in villa Arcus 889 (Regesta Imperii I, 1823), eine weitere Schenkung Arnulfs in villa Arx 892 (RI I, 1871) und die Bestätigung dieser Schenkungen durch König Otto I. 948 (RI II,167).  Der heutige Name Ars-sur-Moselle, der um die Mitte des 19. Jahrhunderts in Gebrauch kam, hat die Bedeutung Arches-sur-Moselle (franz. Bögen an der Mosel).   Nachdem  der Ort mit dem größten Teil Lothringens 1871 an das Deutsche Reich gekommen war, lautete die Ortsbezeichnung bis 1918 Ars an der Mosel.
Die römische Wasserleitung, von der noch 10 Stützpfeiler am linken und 16 am rechten Moselufer erhalten sind, war unter Kaiser Drusus im 2. Jahrhundert erbaut worden und führte der römischen Stadt Divodurum, dem heutigen Metz, von den Bergen der linken Moselseite das Wasser zu. Das römische Aquädukt, das dem Ort seinen Namen gab, ist bis heute das Wahrzeichen von Ars-sur-Moselle.

### Demographie
| Jahr | Einwohner | Anmerkungen |
| ---- | --------- | --- |
| 1793 | 1171      | [ 3 ] |
| 1806 | 1230      | [ 3 ] |
| 1841 | 1453      | [ 3 ] |
| 1861 | 5016      | [ 4 ] |
| 1872 | 5371      | Stadt auf einer Fläche von 1019 ha, mit 473 Gebäuden, darunter 163 Evangelische, ein Mennonit und 28 Juden; nach anderen Angaben am 1. Dezember 5330 Einwohner |
| 1880 | 5989      | am 1. Dezember, einschließlich Militär, Stadt auf einer Fläche von 1157 ha, mit 474 Häusern, davon 5588 Katholiken, 374 Evangelische und 25 Juden              |
| 1890 | 3310      | [ 8 ] |
| 1900 | 4081      | Stadt mit meist evangelischen Einwohnern |
| 1905 | 3769      | [ 8 ] |
| 1910 | 3541      | am 1. Dezember |

| Jahr      | 1962 | 1968 | 1975 | 1982 | 1990 | 1999 | 2007 | 2019 |
| Einwohner | 5184 | 5393 | 5469 | 5039 | 5084 | 5001 | 4669 | 4704 |

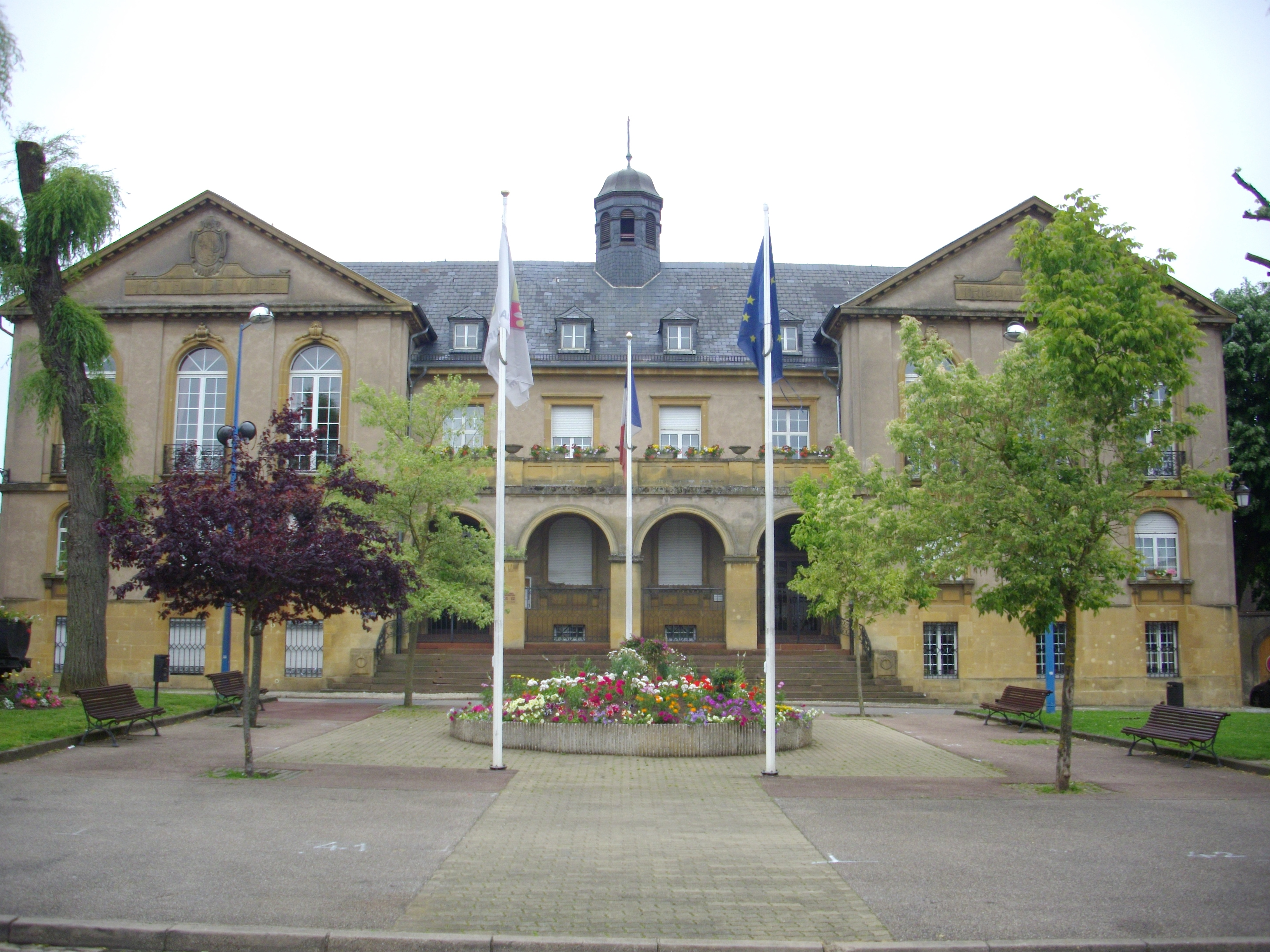
Rathaus (Hôtel de ville)
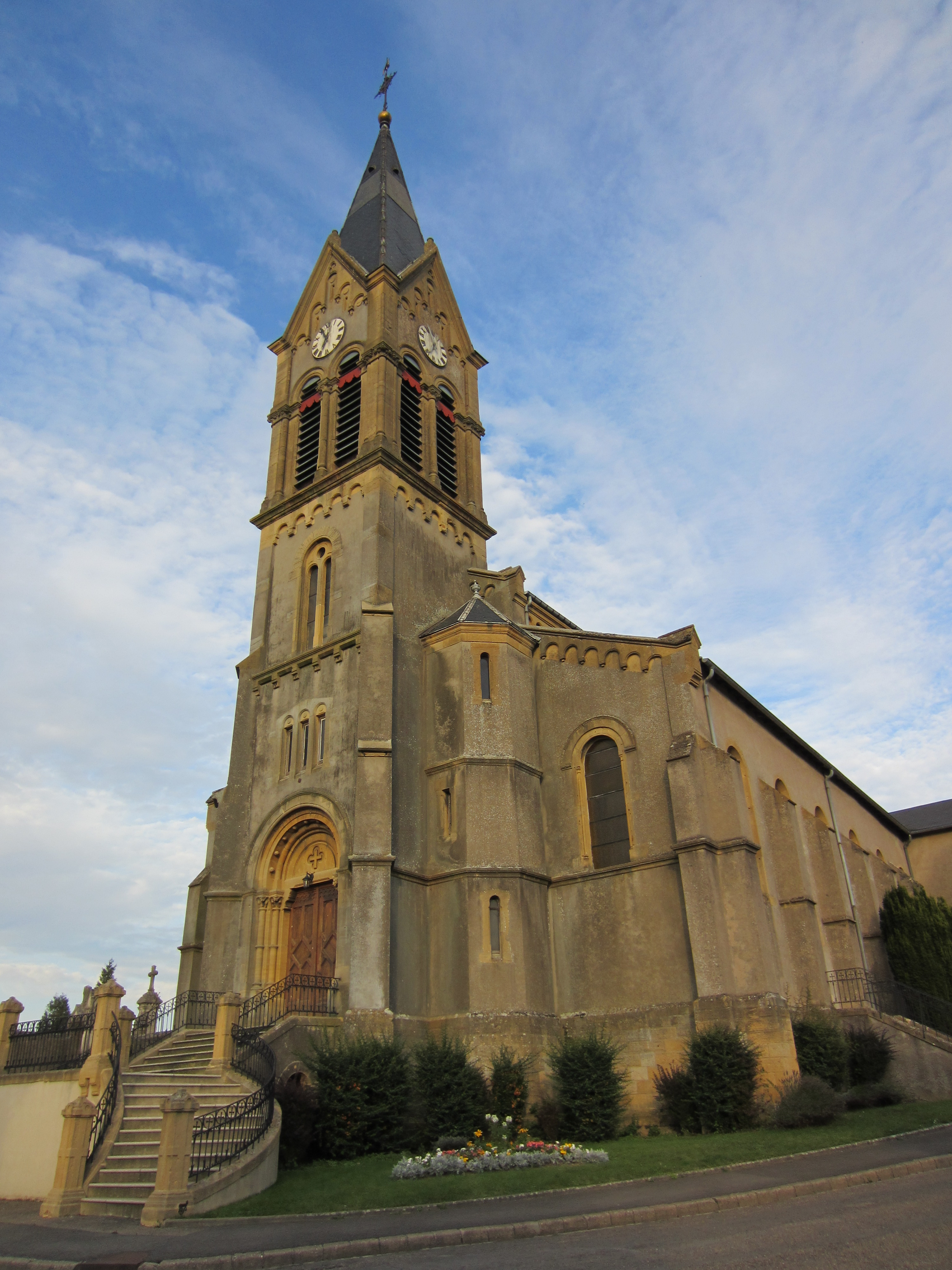
Kirche Saint-Martin
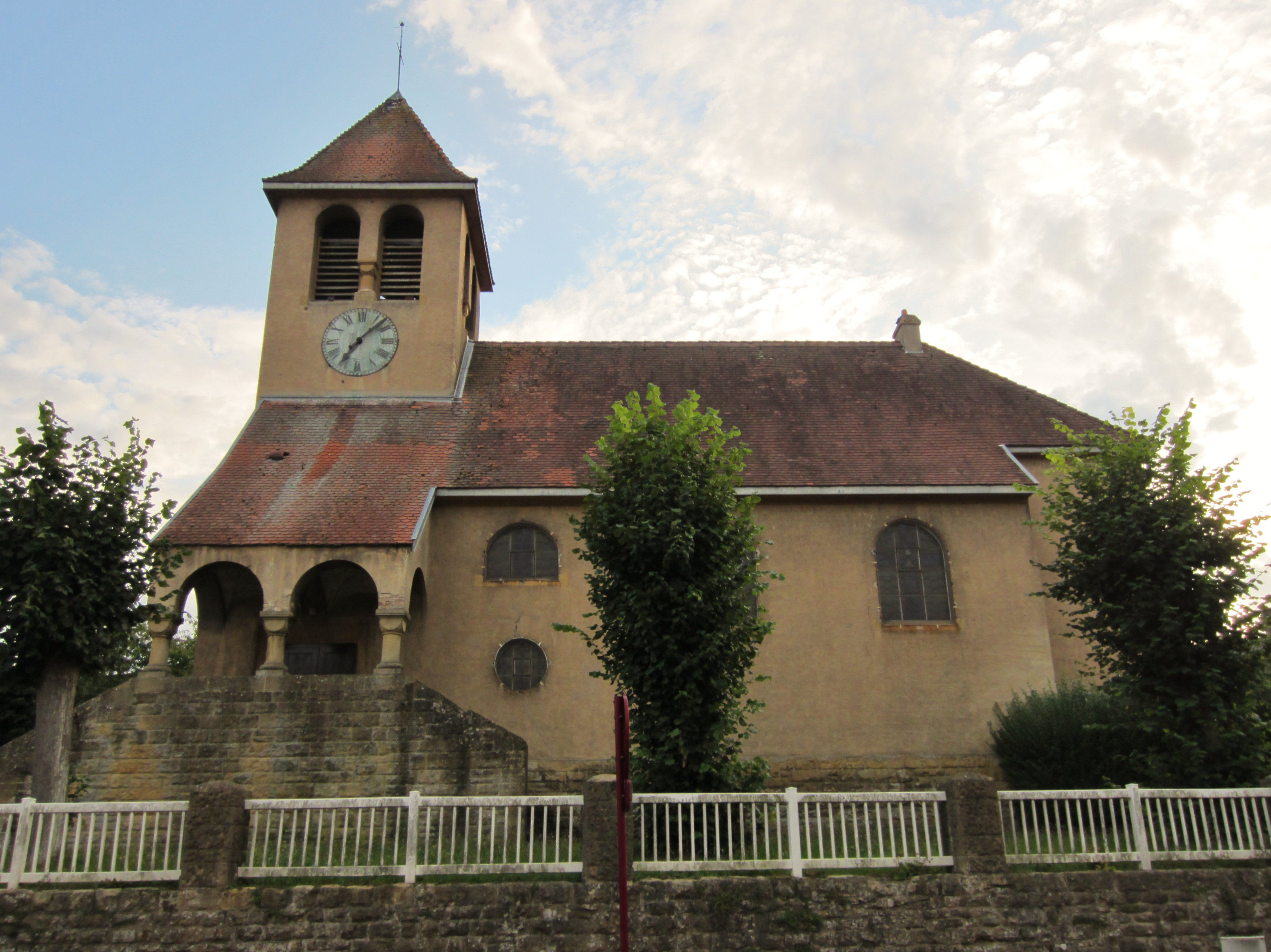
Protestantische Kirche
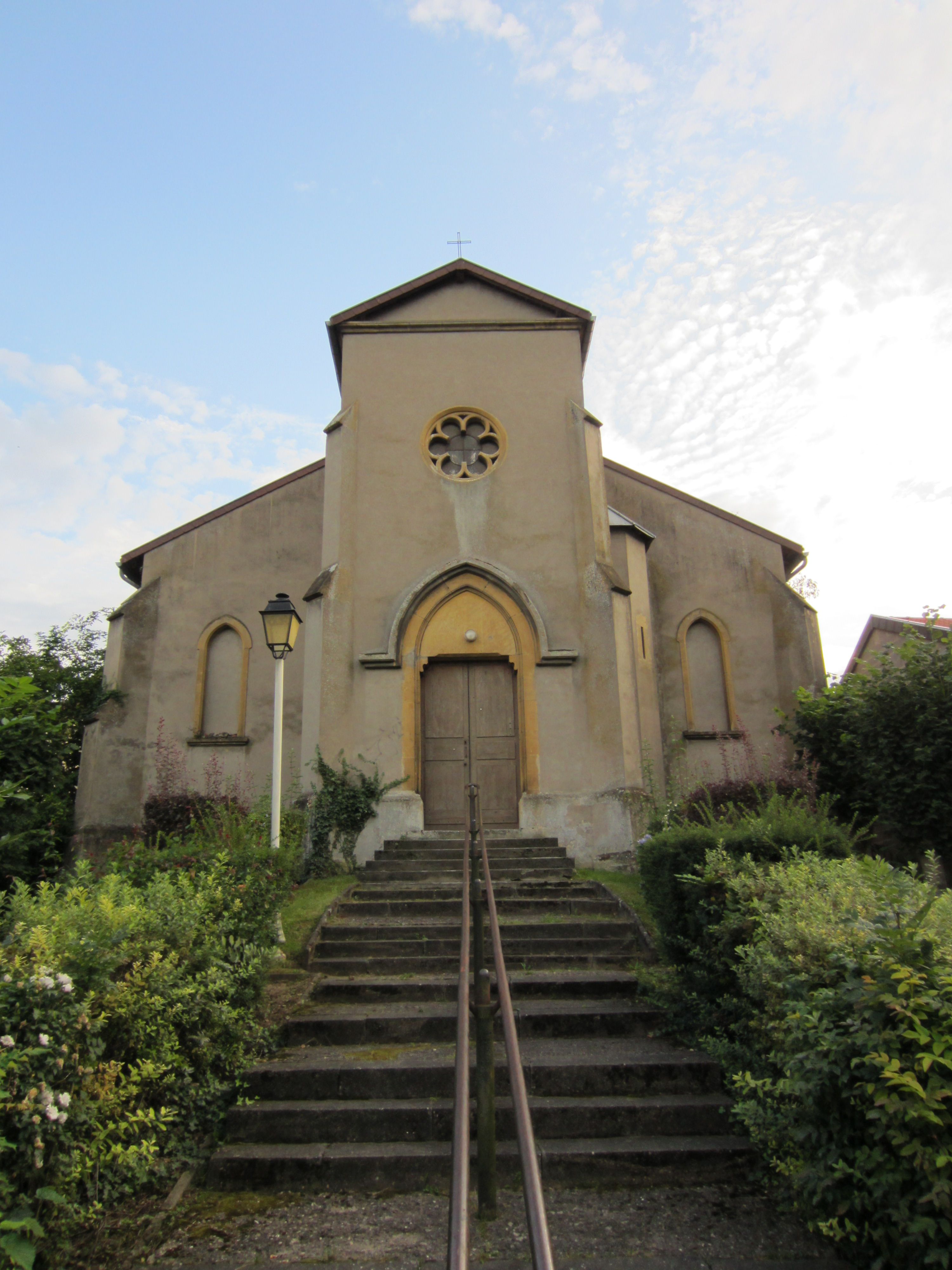
Kapelle Saint-Roch
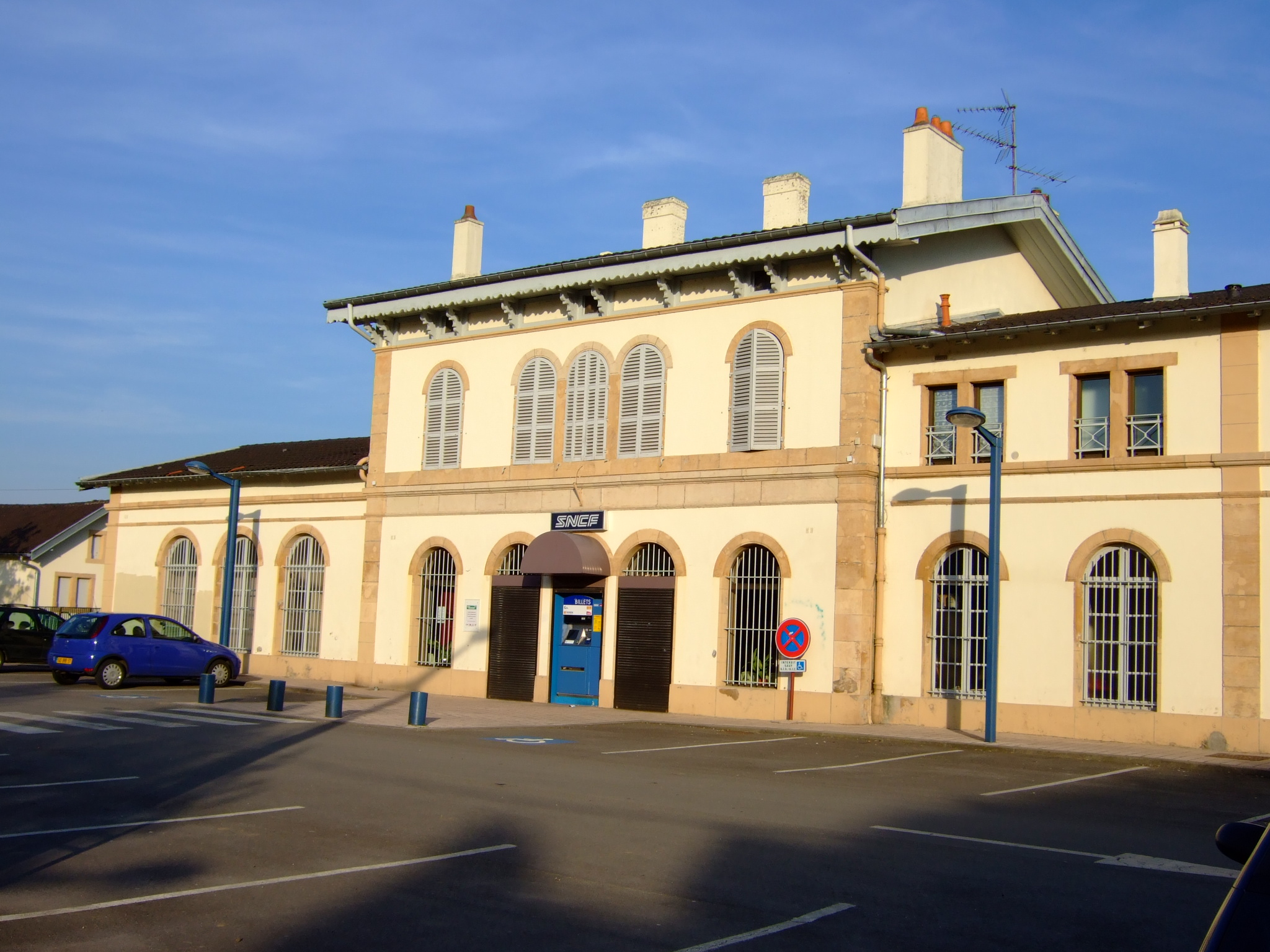
Bahnhof

## Gemeindepartnerschaften
Ars-sur-Moselle unterhält seit 1973 eine Partnerschaft mit dem saarländischen Ludweiler.

## Persönlichkeiten
- Suzanne Citron (1922–2018), Historikerin
- Jean-Louis Heinrich (1943–2012), Fußballspieler